# Damien Debecker
Damien Debecker is een Belgisch voormalig trampolinespringer.

## Levensloop
Vandamme werd zevenmaal Belgisch kampioen (in 1998, 1999, 2000, 2002, 2003, 2004 en 2005). In november 2005 beëindigde hij zijn sportieve carrière.